# Bigend Saddle
Bigend Saddle är ett bergspass i Antarktis. Det ligger i Västantarktis. Nya Zeeland gör anspråk på området. Bigend Saddle ligger 598 meter över havet.
Terrängen runt Bigend Saddle är lite bergig. Trakten är obefolkad. Det finns inga samhällen i närheten.